# 大槻文人
大槻 文人（おおつき ふみひと、1968年6月12日 - ）は、日本の元大学野球選手（投手、左投左打）。

## 人物・来歴
東京都出身。慶応高校時代は、切れの良いストレートと落差の大きいカーブを武器に活躍。高校3年時の夏、神奈川県大会では、24年ぶりの甲子園出場が期待されるも、大会途中に部員の不祥事で無念の出場辞退。甲子園出場は幻となった。
慶應義塾大学法学部法律学科に進学後も、野球部に所属。1学年上に大森剛、1学年下に小桧山雅仁、大久保秀昭がいた。卒業後は関西テレビ放送に勤務。スポーツ番組を担当している。

## 担当番組
- プロ野球関連
  - プロ野球ニュース
  - すぽると!
  - プロ野球中継
- バレーボール関連
  - ワールドカップバレー